# بن فاستر (بازیکن فوتبال)
بن انتونی فاستر (انگلیسی: Ben Anthony Foster؛ زادهٔ ۳ آوریل ۱۹۸۳) بازیکن سابق فوتبال اهل انگلستان است که سابقهٔ بازی در تیم ملی فوتبال انگلستان را در کارنامهٔ خود دارد.
وی در تاریخ ۷ فوریه ۲۰۰۷ نخستین بازی ملی خود را در مقابل تیم ملی فوتبال اسپانیا انجام داد. فاستر در فهرست نهایی برای تیم ملی انگلستان در جام جهانی ۲۰۱۴ انتخاب شد و در تساوی ۲-۲ با اکوادور در آماده سازی برای مسابقات بازی کرد. در حالی که انگلیس نتوانست به مرحله یک شانزدهم نهایی صعود کند، او ۹۰ دقیقه در آخرین بازی گروهی مقابل کاستاریکا بازی کرد و در تساوی بدون گل در بلو هوریزونته دروازه خود را بسته نگه داشت.